# 안녕? 허대짜수짜님!
"안녕? 허대짜수짜님!"은 2008년에 개봉한 대한민국의 영화이다.

## 캐스팅
- 엄경환 : 허대수 역
- 윤혁중 : 박세희 역
- 강방식 : 이동기 역
- 홍석연 : 박영조 역
- 박서빈 : 허연희 역
- 김명화 : 이경숙 역
- 김영섭 : 유명선 역
- 장원준 : 주삼식 역
- 박화섭 : 대수반장 역
- 홍영출 : 노안부장 역
- 장규호 : 의사 역
- 최상일 : 세희 반장 역
- 강진태 : 임영대 역
- 최병승 : 최승규 역
- 조용래 : 권순갑 역
- 이상식 : 신만호 역
- 김봉길 : 강철 모 역
- 이창헌 : 진경우 역
- 윤실근 : 진행자 역
- 최병도 : 노동자 1 역
- 김영호 : 노동자 2 역
- 이성훈 : 병원맨 1 역
- 배상현 : 병원맨 2 역
- 김원형 : 토모타 기사 역
- 박노환 : 대수 동료 1 역
- 이성해 : 대수 동료 2 역
- 이민호 : 대수 동료 3 역
- 이수연 : 어린 연희 역
- 심진보 : 대수 손자  역